# Рост ван Тоннинген, Мейнауд
Мейнауд Маринус Рост ван Тоннинген (нидерл. Meinoud Marinus Rost van Tonningen; 19 февраля 1894, Сурабая — 6 июня 1945, Схевенинген) — нидерландский политический деятель, влиятельный член НСБ.

## Происхождение и ранние годы
Сын генерала КНИЛ Маринуса Бернардуса Рост ван Тоннингена и Сары Йоханны ван ден Бос. Родился в Индонезии, переехал в Нидерланды в пятнадцатилетнем возрасте, где учился в гимназии в Гааге. После гимназии поступил в 1912 на инженерное дело в Делфтский технический университет, но был отчислен после четырёх семестров. В 1914 году пошёл добровольцем в армию. После обучения в школе офицера в Амстердаме (август 1914 — лето 1915) и Лейдене (лето 1915 — февраль 1916) с февраля 1916 служил лейтенантом в Нордвейке. В 1919 году Рост ван Тоннинген поступил в университет Лейдена по специальности право, окончил в 1921.
В июле — сентябре 1922 работал в американо-норвежской Морской арбитражной комиссии по вопросам, осенью — зимой 1922 — 1923 в МОТ. В 1923—1928 и 1931—1936 гг. он был представителем от Лиги Наций в Вене. Его задачей было следить за австрийской финансовой политикой. В этот период у Рост ван Тоннингена сформировались антисемитские и антикоммунистические убеждения. Он стал близким другом Энгельберта Дольфуса, канцлера Австрии, убитого в 1934. Летом 1935 встретился с Мюссертом. После развода с женой 7 августа 1936 вступил в НСБ.

## В НСБ
Победил на выборах в парламент и стал лидером партии в парламенте. Был редактором партийной газеты НСБ Het Nationale Dagblad.
У Рост ван Тоннингена и Мюссерта были идейные разногласия. Рост ван Тоннинген симпатизировал нацистам и стремился к союзу с немцами, а Мюссерт симпатизировал фашистскому режиму в Италии. Также у Мейнауда антисемитизм был сильнее, чем у Мюссерта.
В 1939 году Рост ван Тоннинген создаёт вооружённую боевую группу Mussert-garde (гвардия Мюссерта). Многие члены группы впоследствии стали Нидерландскими СС.

## Германская оккупация Нидерландов
Во время германской оккупации Нидерландов Рост ван Тоннинген отвечал за ликвидацию всех левых и марксистских организаций Голландии. Прежде всего это СДВП (Социал-демократическая рабочая партия), РСП (Революционная социалистическая партия) и КПН (Коммунистическая партия Нидерландов). КПН должна была быть полностью ликвидирована, а доктрины СДВП должны были поменяться на национал-социалистические, однако этого сделать не удалось. Вскоре было объявлено, что члены СДВП отказываются сотрудничать с немцами. 5 июля 1941 СДВП самоликвидировалась.

## Финансовый администратор
26 марта 1941 Рост ван Тоннинген был назначен на должность генерального секретаря министерства финансов и президентом Нидерландского банка. Во время своего пребывания в этих функциях немцы провели финансовую ответственность за расходы, связанные с оккупацией своей страны. Общая стоимость была рассчитана на голландское правительство после войны как 9488000000 рейхсмарок. Помимо этой суммы, количество 5750000000 рейхсмарок было в качестве кредита, но Нидерланды не могли погасить задолженность, поэтому общая сумма 14500000000 рейхсмарок утекла в Германию.
На 1 апреля 1941 года валютный барьер между Нидерландами и Третьим рейхом был удалён, а 1 сентября 1941 были окончательно удалены валютные препятствия на рынках между двумя странами. Это означало, что немцы могли торговать золотом голландского Национального банка на бумаге рейхсмарок.
В качестве Генерального секретаря по особым экономическим вопросам Рост ван Тоннинген принимал участие в создании Голландской Ост-компании, организации, участвовавшей в реконструкции Украины, но её деятельность окончилась провалом.

## Последние годы жизни и смерть
5 сентября 1944 года, Рост ван Тоннинген с рядом других нидерландских коллаборационистов, боясь приближения союзников, бежал, но вскоре вернулся, однако был уволен с поста заместителя Мюссерта после написания статьи, в которой он высоко оценил членов Nationale Jeugdstorm (молодёжной организации НСБ наподобие гитлерюгенда).
Летом 1944 Рост ван Тоннинген проходил офицерские курсы и поступил на службу в батальон 34-й дивизии СС. В марте 1945 отправился на фронт, в Бетюве. 8 мая он попал в плен к канадским войскам и был посажен лагерь для заключенных в Эльст. Оттуда он был переведен в Утрехт, а 24 мая он был переведён в тюрьму в Гааге. Там Рост ван Тоннинген покончил с собой, прыгнув с балкона тюрьмы 6 июня 1945.